# Турска болница код Ћеле Куле
Турска болница код Ћеле Куле била је друга здравствена установа у Нишу, за коју је камен темељац положен 1. маја 1872. године. Болница је основана у време владавине Османског царства, и под управом Али Риза-паше.

## Предуслови
Осим цркве и институцијализованог школства, значајне тековине Османске власти у другој половини 19. века у Нишу биле су установе које је становништво свих националности користило, а доприносиле су историјској јединствености баштине овог града. То су двојно образовање, финансијски фондови, транспортно предузеће, комунално уређење инфраструктуре, здравство итд.
На оснивање још једне болнице у Нишу утицали су лоши здравствени услови у граду и његовој околини. А колико су хигијенски и здравствени услови у Нишу били тешки, најбоље говори податак с почетка 19. века када се Ниш, варош са 30.000 становника након епидемије куге 1838. године смањио на 12.817 становника колико је имао у моменту ослобођења града од Османилија 1878. године.

## Историја
Иницијатива за оснивање болнице потекла је од Али Риза-паше, који је у Нишу наставио политику претходних мутесарифа која се тицала повећања квалитета живота становника, и то не само у Нишу, већ и у осталим казама Нишког санџака.
У Нишу 1. маја 1872. године у присутву Али Риза-паше свечано је положен камен-темељца за изградњу још једне болнице.

Здање је пројектовано према нацрту инжењера Османа-ефендије из Софије и налазило се крај Ћеле-куле на Трошарини. У делу Калешија и Корнрумпфа овако је описан будући комплекс Турске болнице код Ћеле Куле:
Реч је о здравственом комплексу који је на османском Балкану тог периода требало да буде прилично велика и значајна институција. Имала је један спрат, мада је према пројекту Осман-ефендије планирано да има два. На приземљу је требало да буду: две болесничке собе, соба за болничаре, апотека, соба за хирурге, вешерај, шпајз, кухиња и купатило. На спрату је требало да буду смештена два одељења укупног капацитета од осамдесет осам лежајева, лабораторија за справљање лекова (Arzneizimmer), две просторије за помоћно особље и једна за болничаре, гостинска соба за посете и специјална соба за породиље.
Заправо, болница је била адаптирани летњи конак чији је власник био нишки Хафис-паша који је преминуо након боја на Иванковцу 1805. године.
Након ослобођења Ниша од Османлија, 1878. године, уз ову болницу у њој је основана Војна болница која је прерасла у велики здравствени центр, који и данас постоји, доградњом већех броја објеката.